# Naujaat Airport
Naujaat Airport, tidigare Repulse Bay Airport,  är en flygplats i Kanada. Den ligger i den nordöstra delen av landet, 2 400 km norr om huvudstaden Ottawa. Naujaat Airport ligger 24 meter över havet.
Terrängen runt Naujaat Airport är platt. Havet är nära Naujaat Airport åt sydväst. Trakten är glest befolkad. Närmaste större samhälle är Naujaat, 1,8 km nordväst om Naujaat Airport. 